# Evagoras Paphos
El Evagoras Paphos (en griego: Ευαγόρας Πάφου) fue un equipo de fútbol de Chipre que alguna vez jugó en la Primera División de Chipre, la liga de fútbol más importante del país.

## Historia
Fue fundado en el año 1961 en la localidad de Pafos y su nombre fue en homenaje a Evagoras Pallikarides, un héroe de Pafos que ayudó a echar a los colonizadores ingleses del país e integró la guerrilla nacional EOKA. El club ganó el título de la Segunda División de Chipre en 6 ocasiones y jugó 18 temporadas en la Primera División de Chipre, disputando más de 500 partidos oficiales en la máxima categoría, aunque la mayor parte de los partidos fueron derrotas.
El club desapareció al finalizar la temporada 1999/2000 luego de que se determinara que la ciudad de Pafos no podía contar con dos equipos de fútbol en la Primera División de Chipre, por lo que decidieron fusionar al club con el APOP Paphos y crear al AEP Paphos FC para que así la ciudad contara con un equipo estable que compitiera para jugar en la máxima categoría.

## Palmarés
- Segunda División de Chipre: 6

1968, 1972, 1981, 1989, 1991, 1995